# Stark (New Hampshire)
Pour les articles homonymes, voir Stark.
Stark est une municipalité américaine située dans le comté de Coös au New Hampshire. Selon le recensement de 2010, sa population est de 556 habitants.

## Géographie
La municipalité s'étend sur 59,59 milles carrés (154,34 km2), dont 0,91 milles carrés (2,36 km2) d'étendues d'eau.

## Histoire
La localité est fondée en 1774 sous le nom de Percy, en l'honneur de la famille du duc de Northumberland. Piercy devient une municipalité en 1795 et prend le nom du général John Stark en 1832.